# Comuna Boghenii Noi, Ungheni
Comuna Boghenii Noi este o comună din raionul Ungheni, Republica Moldova. Este formată din satele Boghenii Noi (sat-reședință), Boghenii Vechi, Izvoreni, Mircești și Poiana.

## Demografie
Conform datelor recensământului din 2014, comuna are o populație de 1.447 de locuitori. La recensământul din 2004 erau 1.921 de locuitori.

## Administrație și politică
Componența Consiliului local Boghenii Noi (9 consilieri), ales la 5 noiembrie 2023, este următoarea:
|  | Partid                            | Consilieri | Componență | Componență | Componență | Componență |
|  | --------------------------------- | ---------- | ---------- | ---------- | ---------- | ---------- |
|  | Partidul Acțiune și Solidaritate  | 4          |            |            |            |            |
|  | Partidul Social Democrat European | 3          |            |            |            |            |
|  | Partidul Liberal                  | 2          |            |            |            |            |

## Personalități născute aici
- Andrei Diaconu (1949 - 2022), agronom, politician;
- Dumitru Osipov (1954 - 2025), agronom, inginer.